# 100万回死んだねこ
もしかして
- 100万回生きたねこ

ではありませんか？